# Benton (Nueva York)
Benton es un pueblo ubicado en el condado de Yates en el estado estadounidense de Nueva York. En el año 2000 tenía una población de 2,640 habitantes y una densidad poblacional de 24.6 personas por km².

## Geografía
Benton se encuentra ubicado en las coordenadas 42°43′20″N 77°2′58″O / 42.72222, -77.04944.

## Demografía
Según la Oficina del Censo en 2000 los ingresos medios por hogar en la localidad eran de $37,500, y los ingresos medios por familia eran $43,988. Los hombres tenían unos ingresos medios de $26,951 frente a los $23,250 para las mujeres. La renta per cápita para la localidad era de $16,843. Alrededor del 16,843% de la población estaban por debajo del umbral de pobreza.